# Temporada 2024 del Campeonato de Europa de Moto2
La Temporada 2024 del Campeonato de Europa de Moto2 es la tercera temporada tras dejar la conexión histórica con el CEV y la novena bajo el estandarte de la FIM.

## Calendario
El calendario provisional se publicó en noviembre de 2023.
| Ronda | Fecha            | Circuito  | Pole position     | Vuelta rápida  | Ganador           | Constructor |
| ----- | ---------------- | --------- | ----------------- | -------------- | ----------------- | ----------- |
| 1     | 21 de abril      | Misano    | Alberto Surra     | Roberto García | Alberto Surra     | Boscoscuro  |
| 2     | 5 de mayo        | Estoril   | Mattia Casadei    | Jorge Navarro  | Mattia Casadei    | Boscoscuro  |
| 2     | 5 de mayo        | Estoril   | Mattia Casadei    | Roberto García | Roberto García    | Kalex       |
| 3     | 19 de mayo       | Barcelona | Jorge Navarro     | Roberto García | Dani Muñoz        | Kalex       |
| 3     | 19 de mayo       | Barcelona | Jorge Navarro     | Eric Fernández | Dani Muñoz        | Kalex       |
| 4     | 23 de junio      | Portimao  | Roberto García    | Alberto Surra  | Roberto García    | Kalex       |
| 4     | 23 de junio      | Portimao  | Roberto García    | Roberto García | Roberto García    | Kalex       |
| 5     | 15 de septiembre | Jerez     | Roberto García    | Roberto García | Dani Muñoz        | Kalex       |
| 6     | 13 de octubre    | Aragón    | Alberto Ferrández | Roberto García | Alberto Ferrández | Boscoscuro  |
| 6     | 13 de octubre    | Aragón    | Alberto Ferrández | Roberto García | Roberto García    | Kalex       |
| 7     | 24 de noviembre  | Estoril   | Alberto Ferrández | Unai Orradre   | Unai Orradre      | Kalex       |

## Equipos y pilotos
| Equipo                              | Constructor | N.º | Piloto                | Rondas      |
| ----------------------------------- | ----------- | --- | --------------------- | ----------- |
| EasyRace Team                       | Boscoscuro  | 22  | Brett Roberts         | 1-5         |
| EasyRace Team                       | Boscoscuro  | 38  | Ola Nessbaken         | 6-7         |
| EasyRace Team                       | Boscoscuro  | 75  | Ivo Lopes             | 2           |
| Team Ciatti - Boscoscuro            | Boscoscuro  | 40  | Mattia Casadei        | 1-7         |
| Team Ciatti - Boscoscuro            | Boscoscuro  | 67  | Alberto Surra         | 1-7         |
| Team Ciatti - Boscoscuro            | Boscoscuro  | 19  | Mattia Pasini         | 1, 3        |
| Finetwork Team                      | Boscoscuro  | 54  | Alberto Ferrández     | 1-7         |
| KLINT Forward Junior Team           | Forward     | 11  | Jorge Navarro         | 2-4         |
| KLINT Forward Junior Team           | Forward     | 11  | Álex Escrig           | 1           |
| Forward EEST Racing                 | Forward     | 98  | Chanon Inta           | 2           |
| Promoracing                         | Kalex       | 2   | Lorenzo Sommariva     | 7           |
| Promoracing                         | Kalex       | 7   | Johan Gimbert         | 1-7         |
| Promoracing                         | Kalex       | 16  | Kaito Toba            | 2-5         |
| Fau55 Tey Racing                    | Kalex       | 4   | Eric Fernández        | 1-7         |
| Fau55 Tey Racing                    | Kalex       | 13  | Mattia Rato           | 1-4         |
| Fau55 Tey Racing                    | Kalex       | 30  | Gian Paolo Di Vittori | 1-7         |
| Fau55 Tey Racing                    | Kalex       | 88  | Abdulla Al Qubaisi    | 5-7         |
| SF Racing                           | Kalex       | 5   | Lorenzo Fellon        | 1-6         |
| MMR                                 | Kalex       | 6   | Jacopo Hosciuc        | 1-2         |
| MMR                                 | Kalex       | 77  | Mattia Volpi          | 1-7         |
| MMR                                 | Kalex       | 92  | Rossi Moor            | 6-7         |
| Yamaha Philippines Stylobike Racing | Kalex       | 8   | Marco Tapia           | 3-5, 7      |
| Yamaha Philippines Stylobike Racing | Kalex       | 29  | Harrison Voight       | 1-7         |
| JEG Racing                          | Kalex       | 9   | Charles Aubrie        | 1-7         |
| STV Laglisse Racing                 | Kalex       | 10  | Unai Orradre          | 1-7         |
| STV Laglisse Racing                 | Kalex       | 12  | Borja Gómez           | 1           |
| STV Laglisse Racing                 | Kalex       | 21  | Eduardo Montero       | 6-7         |
| AGR Team                            | Kalex       | 14  | Álex Millán           | 7           |
| AGR Team                            | Kalex       | 24  | Nicholas Spinelli     | 5-6         |
| AGR Team                            | Kalex       | 27  | Max Toth              | 1, 3-4, 6-7 |
| AGR Team                            | Kalex       | 28  | Geoffrey Emmanuel     | 5           |
| Gas Up Racing Team                  | Kalex       | 17  | Dani Muñoz            | 1-4         |
| Gas Up Racing Team                  | Kalex       | 23  | Taiga Hada            | 1-4         |
| Gas Up Racing Team                  | Kalex       | 44  | Jinlin Li             | 2-4         |
| Preicanos Racing Team               | Kalex       | 17  | Dani Muñoz            | 5           |
| Preicanos Racing Team               | Kalex       | 23  | Taiga Hada            | 5-7         |
| Preicanos Racing Team               | Kalex       | 43  | Xavier Artigas        | 7           |
| Preicanos Racing Team               | Kalex       | 44  | Jinlin Li             | 5-7         |
| F. Koch Rennsport                   | Kalex       | 18  | Jona Eisenkolb        | 1-7         |
| PS Racing                           | Kalex       | 21  | Eduardo Montero       | 1-3         |
| PS Racing                           | Kalex       | 73  | Jacopo Cretaro        | 4-5         |
| Fantic Cardoso Racing               | Kalex       | 31  | Roberto García        | 1-7         |
| Fantic Cardoso Racing               | Kalex       | 49  | Francesco Mongiardo   | 1-7         |
| Fantic Cardoso Racing               | Kalex       | 70  | Joshua Whatley        | 5-7         |
| MDR Competición                     | Kalex       | 32  | Yosuke Hosaka         | 6-7         |
| Fifty Motorsport                    | Kalex       | 71  | Anas Sorhmat          | 5-6         |
| EEST 84R                            | Kalex       | 98  | Chanon Inta           | 3, 5-7      |

| Leyenda             |
| ------------------- |
| Piloto titular      |
| Piloto invitado     |
| Piloto de reemplazo |

## Resultados

### Campeonato de pilotos
Sistema de puntuación
Los puntos se reparten entre los quince primeros clasificados en acabar la carrera. Sistema de puntuación de 1993 hasta 2022:
| Posición | 1.º | 2.º | 3.º | 4.º | 5.º | 6.º | 7.º | 8.º | 9.º | 10.º | 11.º | 12.º | 13.º | 14.º | 15.º |
| Puntos   | 25  | 20  | 16  | 13  | 11  | 10  | 9   | 8   | 7   | 6    | 5    | 4    | 3    | 2    | 1    |

| Pos. | Piloto                | Moto                  | Equipo                              | MIS | EST | EST | BAR | BAR | POR | POR | JER | ARA | ARA | EST | Ptos. |
| ---- | --------------------- | --------------------- | ----------------------------------- | --- | --- | --- | --- | --- | --- | --- | --- | --- | --- | --- | ----- |
| 1    | Roberto García        | Kalex                 | Fantic Cardoso Racing               | 2   | 6   | 1   | 3   | Ret | 1   | 1   | Ret | 4   | 1   | 5   | 170   |
| 2    | Mattia Casadei        | Boscoscuro            | Team Ciatti - Boscoscuro            | 4   | 1   | 2   | 5   | 4   | 6   | 5   | 3   | 5   | 6   | 3   | 156   |
| 3    | Alberto Surra         | Boscoscuro            | Team Ciatti - Boscoscuro            | 1   | 4   | Ret | 4   | 5   | 2   | 2   | Ret | 3   | 3   | 2   | 154   |
| 4    | Alberto Ferrández     | Boscoscuro            | Finetwork Team                      | 3   | 7   | 3   | Ret | 8   | 3   | 4   | 2   | 1   | 7   | Ret | 132   |
| 5    | Unai Orradre          | Kalex                 | STV Laglisse Racing                 | 6   | 10  | Ret | 8   | 3   | 5   | 3   | Ret | 6   | 2   | 1   | 122   |
| 6    | Dani Muñoz            | Kalex                 | Gas Up Racing Team                  | 7   | 9   | Ret | 1   | 1   | 4   | Ret |     |     |     |     | 104   |
| 6    | Kalex                 | Preicanos Racing Team |                                     |     |     |     |     |     |     | 1   |     |     |     |     | 104   |
| 7    | Jorge Navarro         | Forward               | KLINT Forward Junior Team           |     | 2   | 8   | 2   | 2   | 9   | 7   |     |     |     |     | 84    |
| 8    | Eric Fernández        | Kalex                 | Fau55 Tey Racing                    | 8   | 8   | 5   | Ret | 6   | 7   | 12  | 9   | 2   | Ret | Ret | 77    |
| 9    | Taiga Hada            | Kalex                 | Gas Up Racing Team                  | 9   | 3   | 4   | 6   | 7   | 12  | 15  |     |     |     |     | 75    |
| 9    | Kalex                 | Preicanos Racing Team |                                     |     |     |     |     |     |     | 5   | Ret | 12  |     |     | 75    |
| 10   | Johan Gimbert         | Kalex                 | Promoracing                         | 13  | 11  | 9   | 9   | 10  | 10  | 9   | 4   | 12  | 10  | 11  | 69    |
| 11   | Harrison Voight       | Kalex                 | Yamaha Philippines Stylobike Racing | 10  | Ret | 7   | Ret | Ret | Ret | 8   | 6   | 7   | 8   | 6   | 60    |
| 12   | Francesco Mongiardo   | Kalex                 | Fantic Cardoso Racing               | 5   | 12  | 6   | 7   | Ret | Ret | Ret | 13  | 13  | 11  | 7   | 54    |
| 13   | Marco Tapia           | Kalex                 | Yamaha Philippines Stylobike Racing |     |     |     | 10  | 11  | Ret | 10  | 7   |     |     | 8   | 34    |
| 14   | Lorenzo Fellon        | Kalex                 | SF Racing                           | 11  | 14  | 11  | 12  | 12  | Ret | 13  | 10  | 15  | 13  |     | 33    |
| 15   | Mattia Volpi          | Kalex                 | MMR                                 | Ret | 15  | 12  | Ret | 13  | Ret | 11  | Ret | 11  | 4   | Ret | 31    |
| 16   | Mattia Rato           | Kalex                 | Fau55 Tey Racing                    | Ret | 11  | 5   | 13  | 9   | Ret | 14  |     |     |     |     | 28    |
| 17   | Kaito Toba            | Kalex                 | Promoracing                         |     | 13  | NC  | NC  | Ret | 8   | 6   |     |     |     |     | 21    |
| 19   | Nicholas Spinelli     | Kalex                 | AGR Team                            |     |     |     |     |     |     |     | WD  | 8   | 5   |     | 19    |
| 19   | Joshua Whatley        | Kalex                 | Fantic Cardoso Racing               |     |     |     |     |     |     |     | Ret | 10  | 9   | 12  | 17    |
| 20   | Rossi Moor            | Kalex                 | MMR                                 |     |     |     |     |     |     |     |     | 9   | Ret | 9   | 14    |
| 21   | Xavier Artigas        | Kalex                 | Preicanos Racing Team               |     |     |     |     |     |     |     |     |     |     | 4   | 13    |
| 22   | Brett Roberts         | Boscoscuro            | EasyRace Team                       | 12  | INJ | INJ | 13  | Ret | 11  | Ret | DNS |     |     |     | 12    |
| 23   | Maxwell Toth          | Kalex                 | AGR Team                            | INJ |     |     | 14  | 15  | Ret | DNS |     | 16  | 14  | 10  | 11    |
| 24   | Gian Paolo di Vittori | Kalex                 | Fau55 Tey Racing                    | Ret | Ret | 16  | NC  | 16  | 13  | 16  | 11  | 17  | 17  | 15  | 9     |
| 25   | Jacopo Cretaro        | Kalex                 | PS Racing                           |     |     |     |     |     | WD  | WD  | 8   |     |     |     | 8     |
| 26   | Abdulla Al Qubaisi    | Kalex                 | Fau55 Tey Racing                    |     |     |     |     |     |     |     | 12  | 18  | 16  | 13  | 7     |
| 27   | Eduardo Montero       | Kalex                 | PS Racing                           | Ret | 17  | 14  | NC  | 14  |     |     |     |     |     |     | 7     |
| 27   | Kalex                 | STV Laglisse Racing   |                                     |     |     |     |     |     |     |     | 14  | 15  |     |     | 7     |
| 28   | Ivo Lopes             | Boscoscuro            | EasyRace Team                       |     | Ret | 10  |     |     |     |     |     |     |     |     | 6     |
| 29   | Chanon Inta           | Forward               | Forward EEST Racing                 |     | 18  | 17  |     |     |     |     |     |     |     |     | 5     |
| 29   | Kalex                 | EEST 84R              |                                     |     |     | 15  | Ret | 14  |     |     | DNS | Ret | 14  |     | 5     |
| 30   | Jacopo Hosciuc        | Kalex                 | MMR                                 | 14  | 16  | 15  |     |     |     |     |     |     |     |     | 3     |
| 31   | Charles Aubrie        | Kalex                 | JEG Racing                          | DNQ | Ret | 18  | 16  | 17  | 14  | 17  | DNQ | 21  | 20  | Ret | 2     |
| 32   | Jona Eisenkolb        | Kalex                 | F.Koch Rennsport                    | DNQ | DNQ | DNQ | WD  | WD  | DNQ | DNQ | 15  | 20  | 19  | DNQ | 1     |
| 33   | Geoffrey Emmanuel     | Kalex                 | AGR Team                            |     |     |     |     |     |     |     | 16  |     |     |     | 0     |
| 34   | Yosuke Hosaka         | Kalex                 | MDR Competición                     |     |     |     |     |     |     |     |     | 19  | 18  | 16  | 0     |
| 35   | Lorenzo Sommariva     | Kalex                 | Promoracing                         |     |     |     |     |     |     |     |     |     |     | 17  | 0     |
| 36   | Jinlin Li             | Kalex                 | Gas Up Racing Team                  |     | DNQ | DNQ | 17  | Ret | DNQ | DNQ |     |     |     |     | 0     |
| 36   | Kalex                 | Preicanos Racing Team |                                     |     |     |     |     |     |     | WD  | WD  | WD  |     |     | 0     |
| 37   | Anas Sorhmat          | Kalex                 | Fifty Motorsport                    |     |     |     |     |     |     |     | DNQ | WD  | WD  |     | 0     |
| 38   | Álex Escrig           | Forward               | Forward EEST Racing                 | WD  |     |     |     |     |     |     |     |     |     |     | 0     |
| 39   | Borja Gómez           | Kalex                 | STV Laglisse Racing                 | WD  |     |     |     |     |     |     |     |     |     |     | 0     |
| 40   | Mattia Pasini         | Boscoscuro            | Team Ciatti - Boscoscuro            | WD  |     |     | WD  | WD  |     |     |     |     |     |     | 0     |
| Pos. | Piloto                | Moto                  | Equipo                              | MIS | EST | EST | BAR | BAR | POR | POR | JER | ARA | ARA | EST | Ptos. |

| Color     | Resultado                                                               |
| --------- | ----------------------------------------------------------------------- |
| Oro       | Ganador                                                                 |
| Plata     | 2.ª plaza                                                               |
| Bronce    | 3.ª plaza                                                               |
| Verde     | Finalizó en los puntos                                                  |
| Azul      | Finalizó sin puntos                                                     |
| Azul      | NC - No clasificado                                                     |
| Violeta   | Ret - No terminó (Carrera)                                              |
| Rojo      | DNQ - No se clasificó                                                   |
| Negro     | DSQ - Descalificado                                                     |
| Blanco    | DNS - No empezó (carrera)                                               |
| Blanco    | WD - Retirado (fin de semana)                                           |
| Blanco    | C - Carrera cancelada                                                   |
| Sin color | DNP - Inscrito pero no participó                                        |
| Sin color | INJ - Lesionado                                                         |
| Sin color | EX - Excluido                                                           |
| Estado    | Resultado                                                               |
| Negrita   | Pole position                                                           |
| Cursiva   | Vuelta rápida                                                           |
| †         | Abandona, pero clasifica al completar el porcentaje requerido para ello |

### Campeonato de Constructores
| Pos. | Constructor | MIS | EST | EST | BAR | BAR | POR | POR | JER | ARA | ARA | EST | Ptos. |
| ---- | ----------- | --- | --- | --- | --- | --- | --- | --- | --- | --- | --- | --- | ----- |
| 1    | Kalex       | 2   | 3   | 1   | 1   | 1   | 1   | 1   | 1   | 2   | 1   | 1   | 256   |
| 2    | Boscoscuro  | 1   | 1   | 2   | 4   | 4   | 2   | 2   | 2   | 1   | 3   | 2   | 217   |
| 3    | Forward     |     | 2   | 8   | 2   | 2   | 9   | 7   |     |     |     |     | 84    |
| Pos. | Constructor | MIS | EST | EST | BAR | BAR | POR | POR | JER | ARA | ARA | EST | Ptos. |